# Yankee Zulu
There's a Zulu On My Stoep (también conocida como Yankee Zulu) es una comedia sudafricana de 1993 dirigida por Gray Hofmeyr y protagonizada por Leon Schuster y John Matshikiza. La película alcanzó un alto nivel de popularidad y es considerada una película de culto en Sudáfrica y en Europa.

## Argumento
La película empieza en la época del apartheid, donde dos niños, uno blanco, Rhino Laubeschakne (Leon Schuster) y otro, negro, Zulu Mashebela (John Matshikiza), son amigos inseparables a pesar del color de piel de cada uno hasta que un día, su novia Rowena (Terri Treas) obliga a Rhino a disparar una lata sobre la cabeza de Zulu. Tras aquel día, rompen su amistad.
25 años después, Zulu vive en Nueva York donde resulta ser un ladrón de coches, al residir en Estados Unidos, adopta su acento americano, pero no olvida sus raíces como el campeón de lanzar barro que es. Tras salir de prisión, es deportado a Sudáfrica por la TIRD (KAKA en español).
La TIRD resulta ser una asociación fascista defensora de la segregación racial y dirigida por el general Diehard (Wilson Dunster), quien se ha casado con Rowena, la cual también tiene sus mismas ideologías. Rhino, en cambio se ha casado con Thandi, con quien ha tenido una hija y se ha hecho granjero. A pesar del trabajo, tiene perdidas económicas debido al proceso de su divorcio con Rowena. Volviendo a Zulu consigue escapar del control de Diehard con un boleto suyo de lotería que había sido premiado. Ya en el país se reúne de nuevo con quien fuera su amigo y deciden dirigirse a Sun City. Allí, Tinkie se hace amigo del príncipe William, hijo del príncipe Carlos de Inglaterra. Mientras son perseguidos por Diehard y Rowena, ambos deciden maquillarse, Zulu se hace pasar entonces por un blanco neonazi del TIRD llamado barón von MauchausenKlarks, y Rhino en un sirviente negro llamado Moses. Cuando se cuelan en una fiesta de la organización, Zulu no puede evitar resistirse a la invitación de Rowena.
En la fiesta, Diehard y Rowena les reconocen debido a la extraña forma de comportarse de ambos y son capturados, la mujer tiene parte del cheque del premio, pero Rhino le dio la otra a su hija, quien estaba en la escena, tanto el uno como el otro son encarcelados, allí deciden sellar sus diferencias y se reconcilian volviendo a ser amigos 25 años después del incidente de la lata. Por otro lado, Diehard y Rowena se los llevan a un acantilado y les colocan al borde de un grueso tronco sostenido por un elefante, en caso de que el elefante se levantara, el tronco caerá con ellos.
Tinkie y William se unen para vencer a Rowena siendo capaces de herir de gravedad a Diehard. Mientras, los mayores, tratan de convencer al elefante, Rhino le confiesa a Zulu que él es el padre biológico de Tinkie. Cuando finalmente consiguen salvarse se reúnen, Tinkie y William con Zulu y Rhino, pero cuando Diehard intenta matar a su hija, Zulu usa su técnica de lanzar barro para noquearle cayendo él por el acantilado.
Sus problemas han acabado y William es devuelto a su padre, mientras tanto, Diehard, a pesar de la aparatosa caída, sigue vivo y aunque continúa arrastrándose por el río, irónicamente, su elefante se sienta encima de él.

## Reparto
- Leon Schuster como Rhino Laubeschakne.
- John Matshikiza como Zulu.
- Wilson Dunster como el general "Diehard"
- Terri Treas como Rowena.
- Michelle Bowes como Tinkie Laubeschakne.
- Peter Hugo como el príncipe Carlos.